# Хозанкінське сільське поселення
Хоза́нкінське сільське поселення (рос. Хозанкинское сельское поселение) — муніципальне утворення у складі Красночетайського району Чувашії, Росія. Адміністративний центр — присілок Хозанкіно.

## Населення
Населення — 1278 осіб (2019, 1651 у 2010, 2126 у 2002).

## Склад
До складу поселення входять такі населені пункти:
| Населений пункт           | Населення, осіб (2002) | Населення, осіб (2010) |
| ------------------------- | ---------------------- | ---------------------- |
| Верхнє Аккозіно, присілок | 453                    | 365                    |
| Другі Хоршеваші, присілок | 345                    | 265                    |
| Санкино, присілок         | 432                    | 307                    |
| Тиханкіно, присілок       | 273                    | 230                    |
| Хозанкіно, присілок       | 177                    | 145                    |
| Хоршеваші, присілок       | 171                    | 148                    |
| Ягункіно, присілок        | 275                    | 191                    |